# Euskadi Irratia
|  | No s'ha de confondre amb Radio Euskadi. |

Euskadi Irratia (trad. en català: Ràdio Euskadi) és una de les dues principals cadenes de ràdio generalistes pertanyents a Eusko Irratia, del grup EITB, ens públic de comunicació que depèn del govern autonòmic del País Basc. La seva programació es realitza íntegrament en èuscar i els seus estudis es localitzen a la ciutat de Sant Sebastià. L'actual Euskadi Irratia és fruit de l'Estatut d'Autonomia, l'Estatut de Guernica, i va ser llançada de manera oficial el 23 de novembre de 1982.

## Història
El naixement i història d'Euskadi Irratia està íntimament relacionat amb la història de Ràdio Euskadi, la seva emissora anàloga en llengua espanyola.
L'actual Euskadi Irratia va sortir a l'aire el 23 de novembre de 1982 després de l'aprovació al Parlament Basc de la llei de creació d'Euskal Irrati Telebista el 20 de maig d'aquell mateix any, sent el primer canal que va engegar el grup de comunicació basc i convertint-se en la primera ràdio pública autonòmica de l'Estat. Posteriorment, es van sumar al grup, Euskal Telebista (cadena de televisió), Radio Euskadi (cadena generalista en castellà) i Radio Vitoria (que emet en castellà i es dirigeix especialment al públic alabès).